# Kuusnõmme laht
Kuusnõmme laht är en vik vid Ösel i Estland. Den ligger i landskapet Saaremaa (Ösel), i den västra delen av landet, 210 km sydväst om huvudstaden Tallinn. Den ligger sedan 2017 i Ösels kommun, dessförinnan tillhörde den Lümanda kommun.
Den ligger utmed Ösels västkust, 35 km väster om residensstaden Kuressaare. Viken avgränsas i sydväst av halvön Eeriksaare och i nordöst av udden Kuusnõmme. Norr om viken ligger den stora ön Vilsandi. Stora landområden i trakten ingår i Vilsandi nationalpark.